# Балкански млинар
Балкански млинар (лат. Leptidea duponcheli) врста је лептира из породице белаца (лат. Pieridae).

## Опис врсте
Пролећна генерација има зеленкасту доњу површину задњих крила.

## Распрострањење и станиште
У односу на остале млинаре бира топлија и сувља станишта, па насељава јужну Европу. Код нас локалан и редак, само у планинским пределима јужне Србије.

## Биљке хранитељке
Основне биљке хранитељке су: ноката (Lathyrus aphaca).